# 地下鉄Ezh形電車
Ezh形（ロシア語: Еж）は、ソビエト連邦（現：ロシア連邦）のムィティシ機械製造工場（現：メトロワゴンマッシュ）で開発された地下鉄用電車の形式。長期に渡って製造されていたE形電車の後継車両として、1970年代前半に量産された。製造元のムィティシ機械製造工場からは「81-707形」という形式番号も付けられていた。

## 概要
1959年から1969年まで合計824両が生産されたE形の後継車両として開発が行われた車種。設計当初は「Zh形（Ж）」という形式名で呼ばれていたが、倫理上の理由から製造時に「Ezh形（Еж）」に変更された経緯を持つ。
E形と同型の車体を有した一方、座席配置の見直し、充電池の容量増加、台車の軽量化、電気回路の見直しといった改良が実施された他、車両によっては電動ファンを始めとした強制換気装置、電気式コンプレッサーの設置を始めとした実験的な要素が多数盛り込まれた。また、一部の車両は中間車としての運用を前提としていたため運転台の設備の一部が省略されており、「Ezh1形（Еж1）」および「81-708形」という形式名が与えられていた。保安装置にはモスクワ地下鉄で導入された自動列車制御システムの「SAMM（САММ）」が標準として用いられた。
Ezh形は1970年から1971年、Ezh1形は1971年から1973年にかけて合計460両が製造された。そのうち1両はプラハで開催された展示会用に製造された車両であり、残りの459両がモスクワ地下鉄（313両）、キエフ地下鉄（109両）、トビリシ地下鉄（20両）、バクー地下鉄（17両）に導入された。運用時にはE形を始めとした他形式との混結も行われており、その場合Ezh形は先頭車両として使用される場合が多かった。廃車はソビエト連邦の崩壊後の1990年代から本格化し、トビリシ地下鉄やバクー地下鉄では2000年代までに引退した。モスクワ地下鉄からも2010年に営業運転を終了した一方、キーウ（キエフ）地下鉄では2014年から2017年にかけてE形電車と共に前面形状の変更、運転台の更新、車内レイアウトの改良、日本製の誘導電動機を始めとした電気機器の導入といった大規模な更新工事が実施されており、これらの改造を受けた車両はE-KM形（81-7080/7081形）として引き続き営業運転に用いられている。

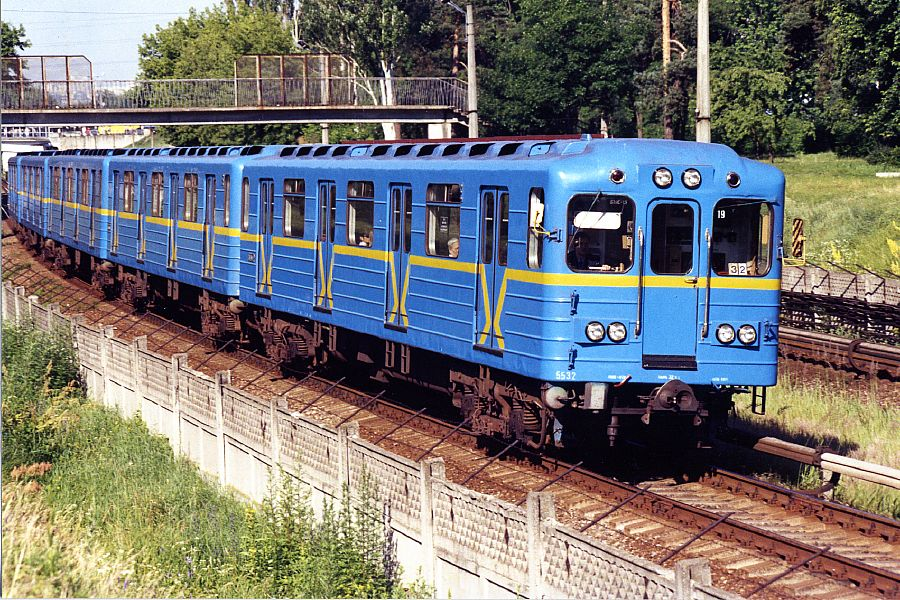
Ezh形（キエフ地下鉄） （2005年撮影）